# Erythrus westwoodii
Erythrus westwoodii là một loài bọ cánh cứng trong họ Cerambycidae.